# 大阪府道174号八尾道明寺線
大阪府道174号八尾道明寺線（おおさかふどう174ごう やおどうみょうじせん）は、大阪府八尾市から藤井寺市に至る一般府道である。

## 概要
八尾市新家町3丁目から藤井寺市大井5丁目に至る。車線数は基本的に片側1車線となっているが、部分的に狭小区間もある。国道との重複区間も短い区間が複数箇所ある。

### 路線データ
- 起点：大阪府八尾市新家町3丁目（新家町3丁目交差点、大阪府道2号大阪中央環状線交点）
- 終点：大阪府藤井寺市大井5丁目（河内橋南詰交差点、国道170号旧道交点）

## 路線状況

### 通称
- 大阪府道2号大阪中央環状線と国道25号を結ぶ区間は、通称「青山通り」と呼ばれている。
- 萱振曙川線（同上、建設時の都市計画道路の名称）

### 重複区間
- 国道25号（八尾市東老原1丁目・東老原1丁目交差点 - 八尾市老原1丁目・老原1丁目交差点）
- 国道170号（柏原市本郷5丁目・柏原高校北交差点 - 柏原市本郷5丁目・柏原高校前交差点）
- 大阪府道802号八尾河内長野自転車道線（藤井寺市川北1丁目 - 藤井寺市大井2丁目・新大井橋北詰交差点）
- 国道170号（藤井寺市大井2丁目・新大井橋北詰交差点 - 藤井寺市大井2丁目・新大井橋南詰交差点）

### 道路施設

#### 橋梁
- 新家大橋（楠根川、八尾市）
- 新大井橋（大和川、藤井寺市、国道170号重複区間内）

## 地理

### 通過する自治体
- 大阪府
  - 八尾市 - 柏原市 - 藤井寺市

### 交差する道路
| 交差する道路                                                            | 市町村名 | 交差する場所 | 交差する場所             |
| ----------------------------------------------------------------------- | -------- | ------------ | ------------------------ |
| 大阪府道2号大阪中央環状線                                               | 八尾市   | 新家町3丁目  | 新家町3丁目交差点 / 起点 |
| 大阪府道21号八尾枚方線                                                  | 八尾市   | 楠根町4丁目  | 楠根町4丁目交差点        |
| 大阪府道5号大阪港八尾線                                                 | 八尾市   | 青山町1丁目  | 青山町交差点             |
| 大阪府道182号柏村南本町線                                               | 八尾市   | 八尾木1丁目  | 八尾木西交差点           |
| 国道25号 重複区間起点                                                   | 八尾市   | 東老原1丁目  | 東老原1丁目交差点        |
| 国道25号 重複区間終点                                                   | 八尾市   | 老原1丁目    | 老原1丁目交差点          |
| 国道170号 重複区間起点                                                  | 柏原市   | 本郷5丁目    | 柏原高校北交差点         |
| 国道170号 重複区間終点                                                  | 柏原市   | 本郷5丁目    | 柏原高校前交差点         |
| 大阪府道802号八尾河内長野自転車道線 重複区間起点                        | 藤井寺市 | 川北1丁目    |                          |
| 国道170号 重複区間起点 大阪府道802号八尾河内長野自転車道線 重複区間終点 | 藤井寺市 | 大井2丁目    | 大井橋北詰交差点         |
| 国道170号 重複区間終点 大阪府道186号大阪羽曳野線                        | 藤井寺市 | 大井2丁目    | 新大井橋南詰交差点       |
| 国道170号 / 旧道 大阪府道20号枚方富田林泉佐野線 重複                    | 藤井寺市 | 大井5丁目    | 河内橋南詰交差点 / 終点  |

### 交差する鉄道
- 近鉄大阪線
- 関西本線

### 沿線
（東大阪市）
- 金物団地

八尾市
- 八尾市立八尾中学校
- アリオ八尾
- 大阪府中河内府民センター
- 八尾市立高美中学校
- 八尾市立高美小学校
- 八尾税務署
- 八尾市消防本部
- 八尾市立高美南小学校
- 八尾市立志紀小学校
- 八尾市立志紀中学校
- 八尾市立志紀図書館
- 八尾市役所志紀出張所
- 陸上自衛隊八尾駐屯地

柏原市
- 東大阪大学柏原高等学校

藤井寺市
- 藤井寺市民スポーツ広場